# Цхнеті
Цхнеті (груз. წყნეთი) — даба (містечко) у Вакійському районі міста Тбілісі, Грузія.

## Географія
Цхнеті лежить на східних схилах Тріалетського хребта, в ущелині річки Вере (права притока Мткварі), за 8 км від центру Тбілісі, 950 м над рівнем моря.

## Клімат
У містечку Цхнеті теплий вологий континентальний клімат, з м'якою зимою та довгим теплим літом.
Середньорічна температура — 9,9 °C. Найтеплішим місяцем є липень, з середньою температурою 20,6 °C, найпрохолоднішим — січень, з середньою температурою −1,2 °C.
Середньорічна норма опадів — 661 мм. Найменше опадів у січні — 24 мм, найбільше в травні, у середньому 106 мм.

## Історія
У 1967 році Цхнеті отримало статус селища міського типу.
Від 2006 до 2008 року Цхнеті входило до складу Дідґорійського району Тбілісі, після чого увійшло до Ваке-Сабурталінського району, а у 2013 році, після поділу районів, до Вакійського району міста Тбілісі.

## Демографія
Чисельність населення містечка Цхнеті, станом на 2014 рік, налічує 7166 осіб, з яких 7127 осіб — грузини.

## Курорт
Цхнеті — гірський кліматичний курорт місцевого значення. Цілющим фактором є гірський клімат, з теплим літом та м'якою зимою.
Медичні показання: лімфаденіт, хронічний бронхіт, сухий плеврит, рахіт, вторинна анемія. Курортний сезон триває з травня по листопад.
У містечку є урядова резиденція Цхнеті, яка складається з 13 будинків, розташованих на території 90 тисяч м².

## Транспорт
Цхнеті розташоване за 12 км від залізничної станції Тбілісі-Пасажирський, на трасі Тбілісі — Манґлісі.